# Hemmerich

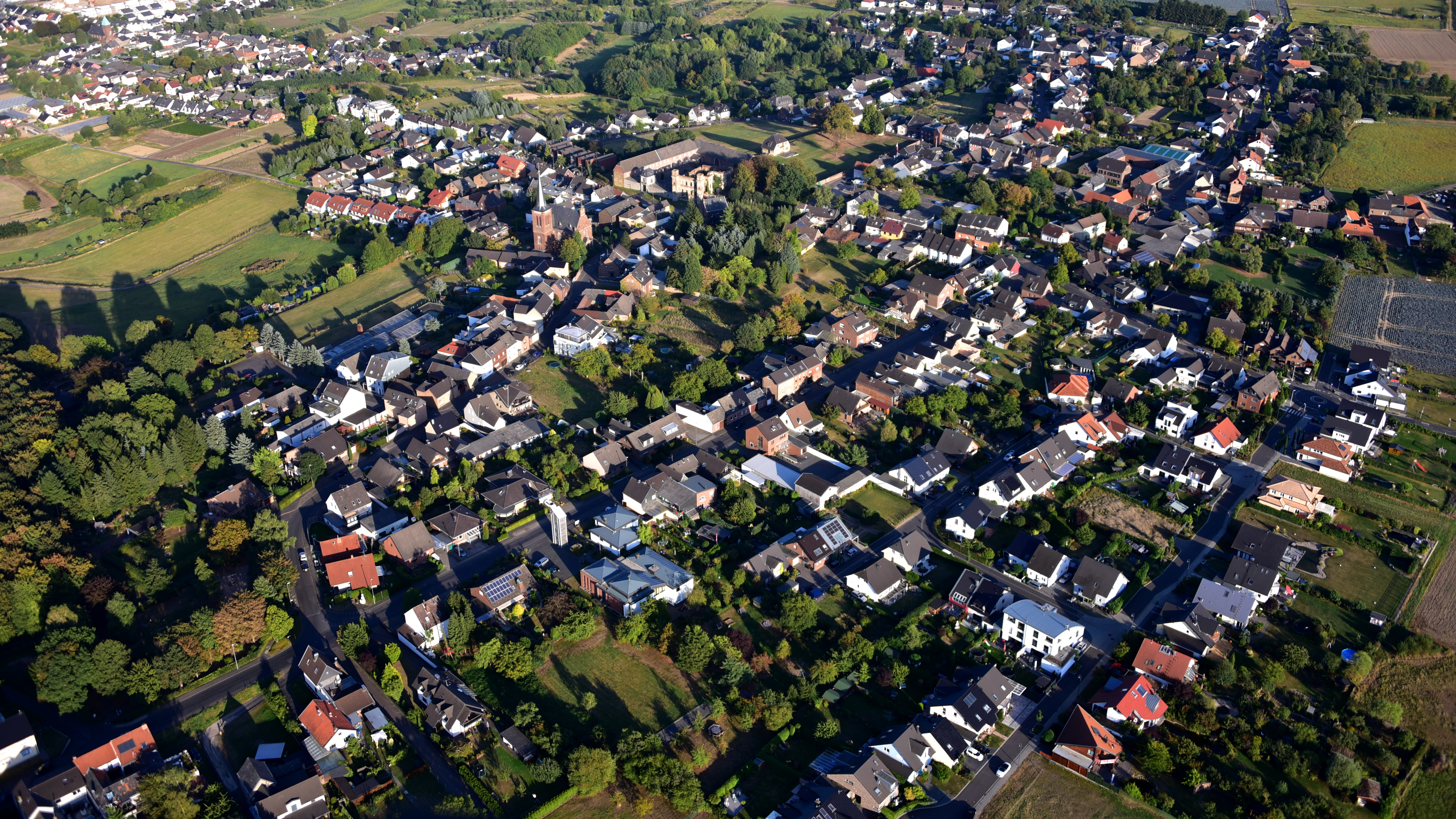
Hemmerich, Luftaufnahme (2016)

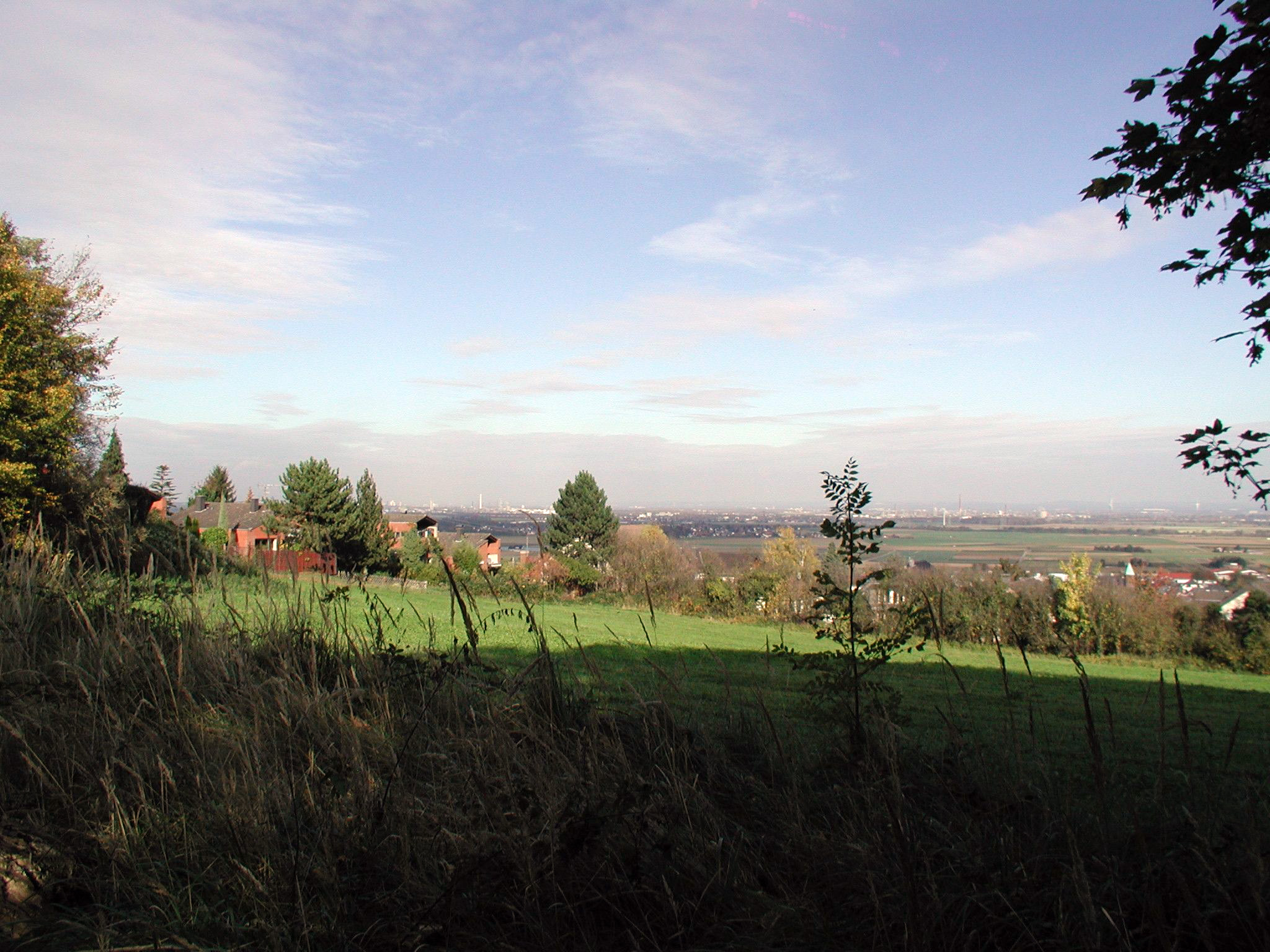
Blick ins Tal vom Hang der Ville bei Hemmerich

Hemmerich mit der gleichnamigen Burg ist ein Ortsteil der Stadt Bornheim (Rheinland) nordwestlich von Bonn. Mit 1561 Einwohnern (Stand: 2. August 2019) ist er einer der kleineren Ortsteile.

## Geografische Lage
Hemmerich liegt oberhalb von Kardorf am Hang der Ville zwischen Rösberg und Waldorf als einer der Orte im Vorgebirge. Der Hauptort Bornheim liegt östlich am Fuße der Ville in der Ebene der Kölner Bucht. Hemmerich hat Anteil am Naturpark Rheinland.

## Geschichte

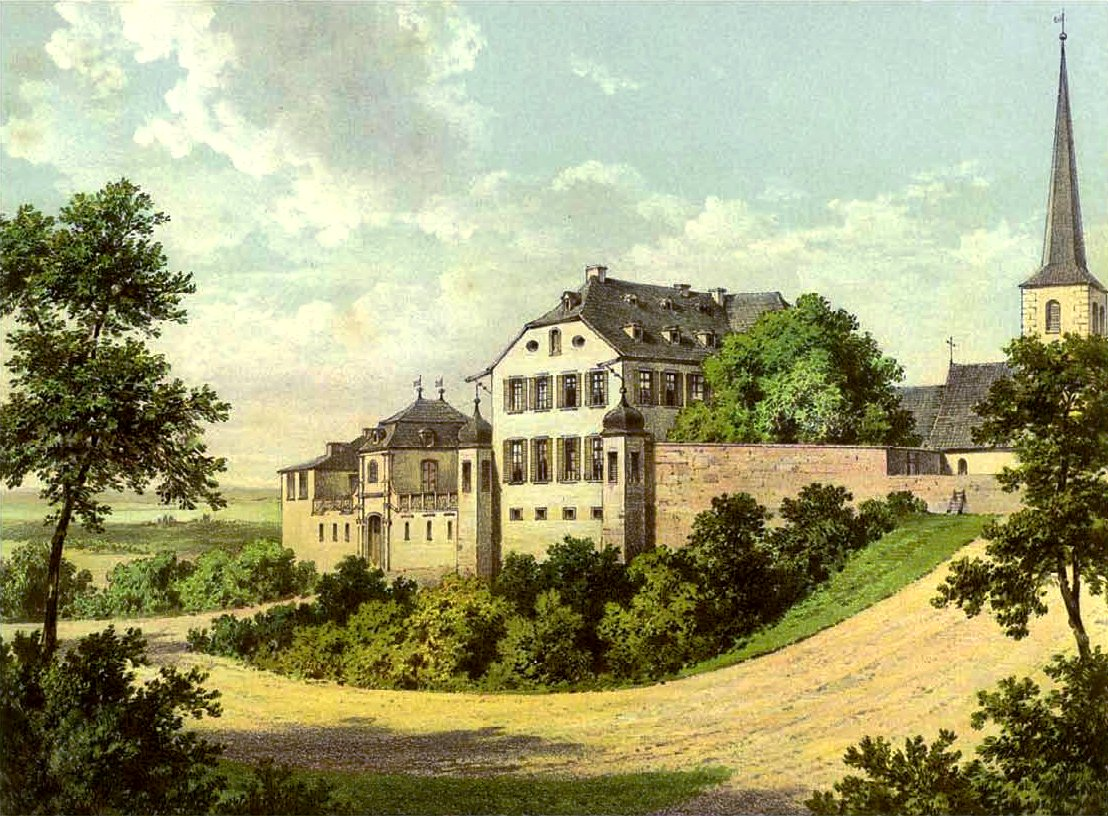
Burg Hemmerich, Lithographie aus dem 19. Jahrhundert von Alexander Duncker

Erstmals erwähnt wird der Ort in einer Urkunde des Jahres 1163. Das Land ist aber altes Siedelland. Ein römischer Weihestein für Mercurius von Ende des 2./ Anfang des 3. Jahrhunderts nach Christus, der 1985 beim tieferen Pflügen ans Tageslicht kam, nennt als Stifterin Nigrinia Titula. Das Patrozinium des Heiligen Ägidius, der mit der Burg Hemmerich verbundenen Kirche, hatte seine größte Verbreitung im 11. Jahrhundert. Von der mittelalterlichen Kirche ist der romanische Chor aus dem 12. Jahrhundert erhalten (heute Kapelle am Friedhof). Die neue Kirche wurde 1897 erbaut.

Sehenswürdigkeiten
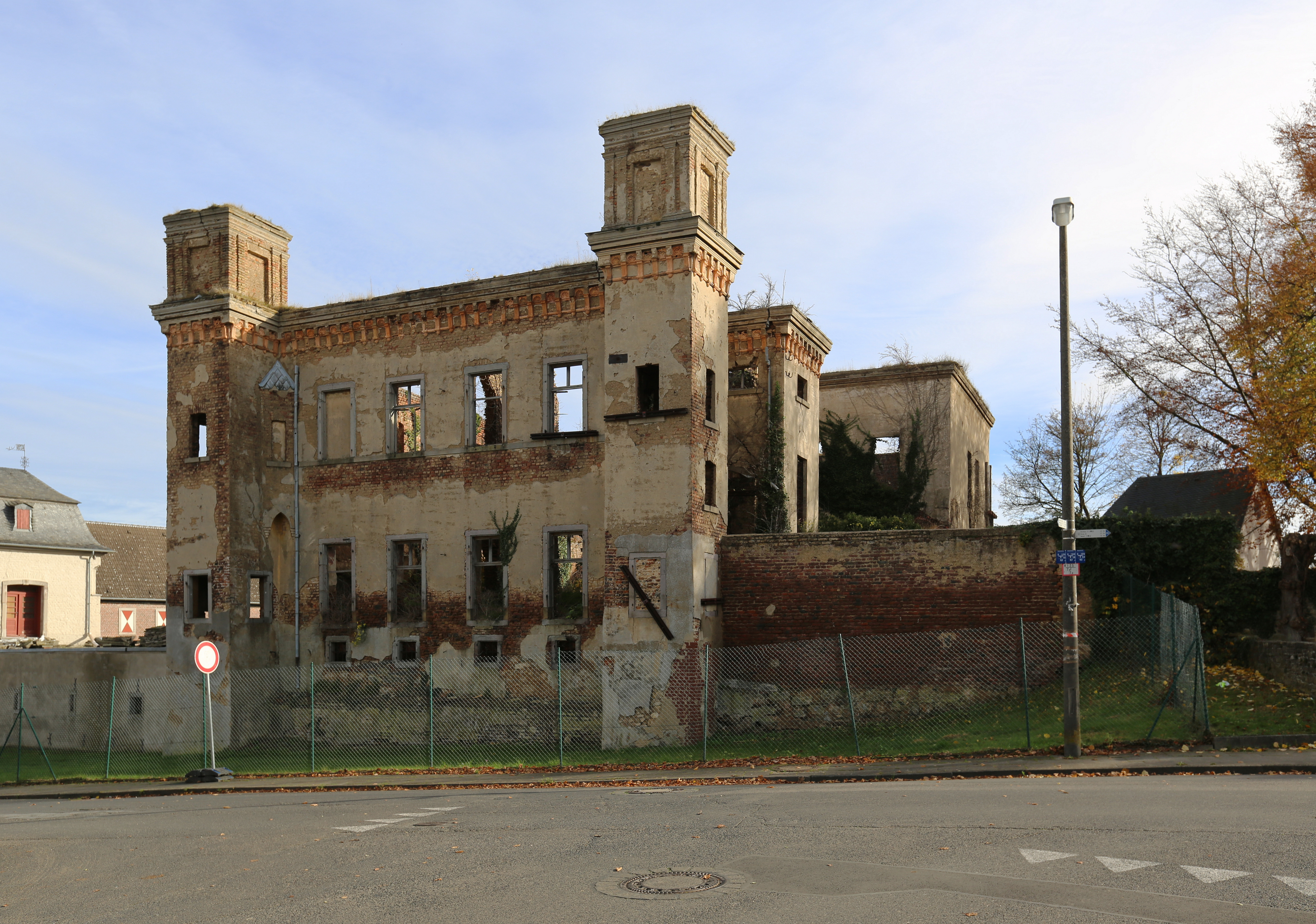
Burgruine Hemmerich
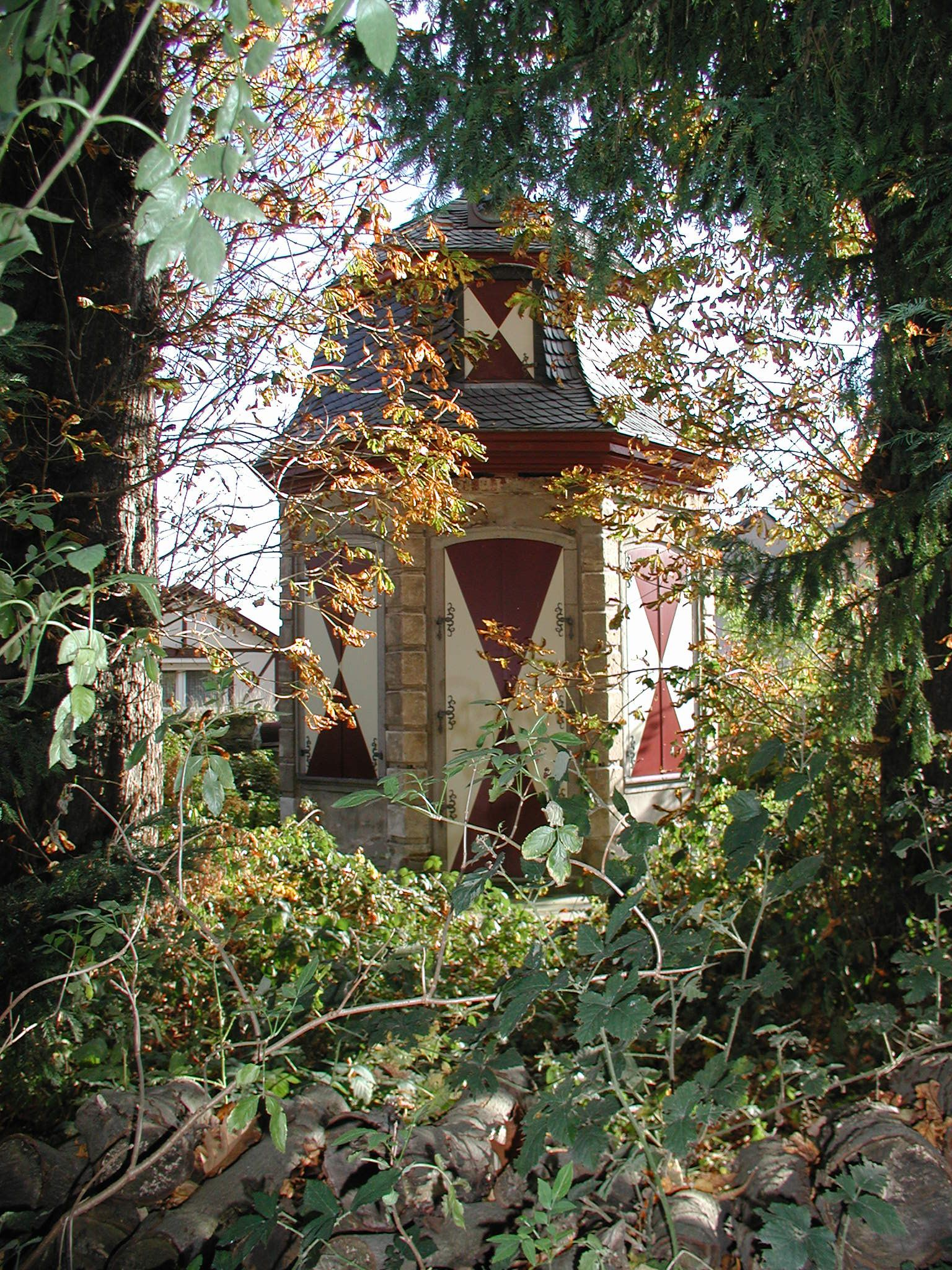
Restaurierter Gartenpavillon
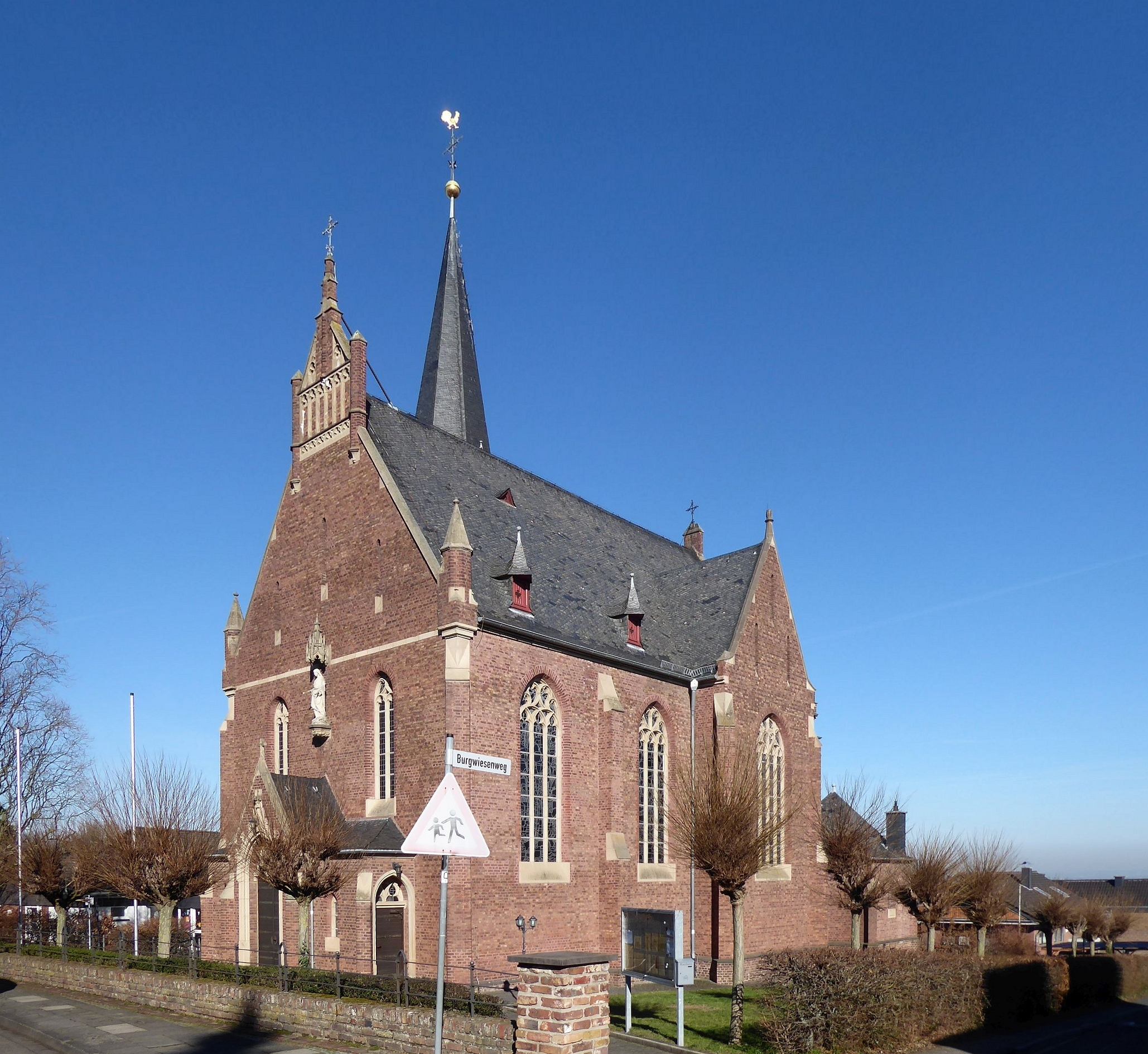
Sankt Ägidius, Blick von Süd-Westen
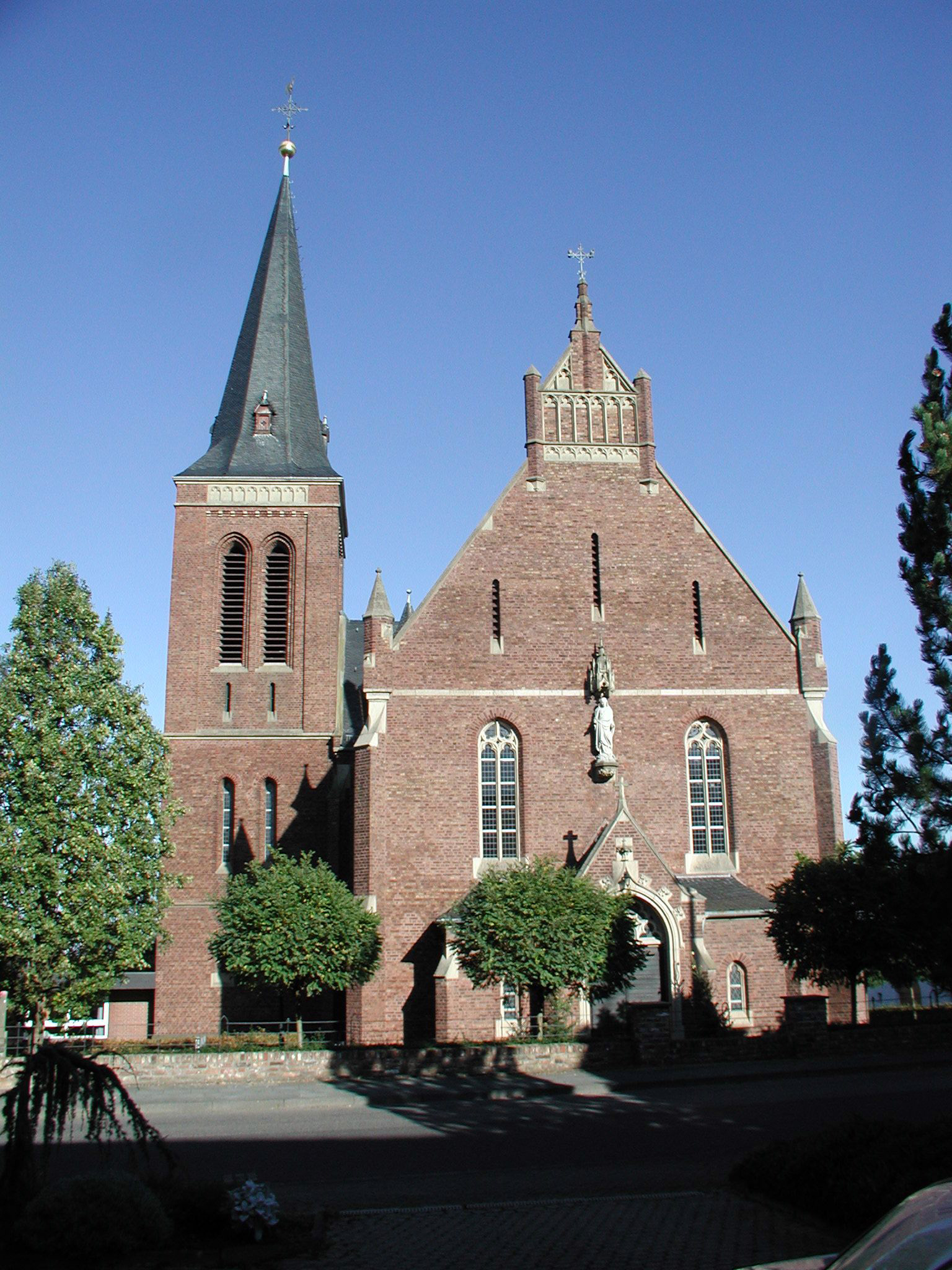
Sankt Ägidius

## Trivia

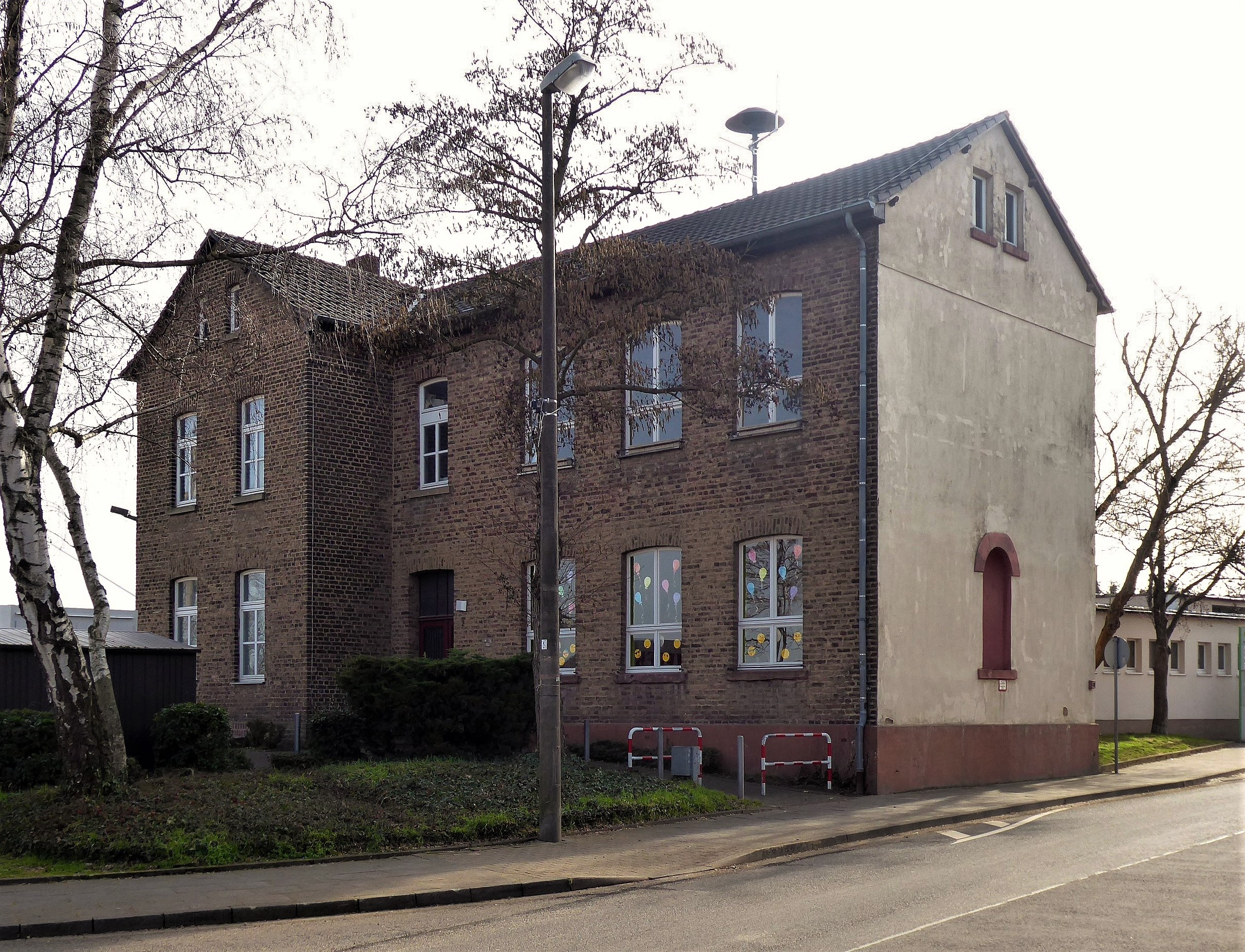
Drehort von Mord mit Aussicht: Die Alte Schule

Hemmerichs alte Schule wurde als Polizeiwache der Beamten Haas, Schäffer und Schmied in der zweiten und dritten Staffel der Fernsehserie Mord mit Aussicht bundesweit bekannt.